# Lipovšica
Lipovšica je naselje u slovenskoj Općini Sodražici. Lipovšica se nalazi u pokrajini Dolenjskoj i statističkoj regiji Jugoistočnoj Sloveniji. 

## Stanovništvo
Prema popisu stanovništva iz 2002. godine naselje je imalo 45 stanovnika.